# My Dying Bride
My Dying Bride (engl. ‚meine sterbende Braut‘) ist eine britische Doom-Metal-Band aus Halifax, West Yorkshire, die 1990 gegründet wurde.

## Geschichte
In den 1990er Jahren waren sie ein Teil der so genannten „Big Three“ des Doom-Metals zusammen mit Paradise Lost und Anathema, die alle bei Peaceville Records unter Vertrag standen. My Dying Bride sind diesem Label mit 25 Jahren am längsten und als einzige dieser drei Bands dem Doom Metal bis heute treu geblieben.
Ihr Stil ist anfangs noch stark im Death Metal verwurzelt; ihre erste 1991 bei Peaceville erschienene EP Symphonaire Infernus Et Spera Empyrium wurde ein einflussreiches Werk in der Death-Doom-Szene und gilt neben den Frühwerken von Paradise Lost als wegweisend für den Gothic Metal. My Dying Bride zeigten sich seinerzeit von Gothic-Rock- und Neoklassik-Gruppen wie Fields of the Nephilim und Dead Can Dance beeinflusst, was sie insbesondere in ihren früheren Interviews immer wieder betonten. Den Track Le Cerf Malade von der 1992er EP The Thrash of Naked Limbs bezeichnete Andrew Craighan gar als „My Dying Brides Version von Dead Can Dance“. Als weitere Inspiration diente die belgische Ritual-Industrial-Formation The Hybryds. Besonders charakteristisch war der Einsatz eines Violinisten, wie er beispielsweise im Gothic-Umfeld der frühen 1980er Jahre Verwendung fand (etwa auf Morbid Silence von Sunglasses After Dark, 1984).

„Wenngleich wir auch Gothic-Komponenten in unserer Musik hatten, waren wir eher in Richtung Death Metal und Metal orientiert. […] Doch vielleicht haben wir damals schon geahnt, dass Gothic einmal ein gleichberechtigtes Element unserer Musik sein würde.“

Auf ihrem zweiten Album Turn Loose the Swans (1993) banden My Dying Bride erstmals klaren Gesang in ihre Musik ein, die Death-Metal-Anklänge verschwanden größtenteils und machten einem mehr an der Langsamkeit und Düsternis des Doom Metal orientierten Stil Platz. Die folgenden beiden Alben führten diesen Stil fort und stellten eine konsequente Weiterentwicklung dar, wobei hier die Death-Grunts vollkommen wegfielen und die Stimmung insgesamt entspannter, romantischer und nachdenklicher wurde. Den Höhepunkt dieser Entwicklung erreichten My Dying Bride mit dem Album The Angel and the Dark River.
Nach dem vierten Album, Like Gods of the Sun, verließ Martin Powell, der Violinist, die Band. Daraufhin erscheint 1998 das Album 34,788 %… Complete, ein eher experimentelles Werk, das mit dem gewohnten Stil der Band wenig gemein hatte. Es orientierte sich an einem eher groovigen, mehr Spaß als Trauer verbreitenden härteren Rock mit düsteren Elementen und dem weiterhin typischen Gesang, außerdem ist ein reiner Trip-Hop-Song vertreten; die Textinhalte haben sich von Verzweiflung und Verlust hin zu einsamen Verlierern, Sex und Drogen gewandelt.
Im Jahr 1999 kehrten My Dying Bride mit The Light at the End of the World zum Stil von Turn Loose the Swans zurück, indem sie doomige Begleitung, klare Gesänge und Growls miteinander verbanden und wieder düstere Liedtexte verwendeten. Die markante Violine wurde durch einen verstärkten Einsatz von Keyboards ersetzt. Diesen Weg ging die Band mit ihren folgenden beiden Alben weiter. Im Jahr 2006 musste Schlagzeuger Shaun Steels aus gesundheitlichen Gründen seinen Posten aufgeben. Im Oktober desselben Jahres wurde das Album A Line of Deathless Kings veröffentlicht. John Bennet übernahm daraufhin die Drums, verließ die Band jedoch schon Anfang 2007 wieder und wurde durch Dan Mullins ersetzt. Auch Bassist und Gründungsmitglied Adrian Jackson beendete zu dieser Zeit sein Wirken bei My Dying Bride. Seine Nachfolgerin wurde Lena Abé. Die Keyboarderin Sarah Stantons legte im Juni 2008 aufgrund ihrer Schwangerschaft eine musikalische Pause ein. Ersetzt wurde sie durch Katie Stone. Sie spielte live und auf dem Album For Lies I Sire, das im März 2009 erschien, neben den Keyboards auch Violine. Katie verließ die Band allerdings nach kurzer Zeit wieder und wurde durch Shaun Macgowan ersetzt.
Anlässlich des zwanzigjährigen Bandjubiläums erschien 2011 das Album Evinta, für das vertraute Melodien und Themen der Bandgeschichte nochmals aufgegriffen und in symphonischer Form neu bearbeitet wurden. Das Album entstand in Zusammenarbeit mit dem Bal-Sagoth-Keyboarder Johnny Maudling. Im November 2011 wurde eine EP mit dem Titel The Barghest o’Withby veröffentlicht, im Oktober 2012 erschien das Studio-Album A Map of All Our Failures.
Im Juni 2014 gab die Band bekannt, sich vom langjährigen Gitarristen Hamish Glencross getrennt zu haben, als Ersatz stieg dessen Vorgänger und Gründungsmitglied Calvin Robertshaw wieder ein. In dieser Besetzung veröffentlichte die Band im September 2015 das Album Feel the Misery. Im Dezember 2018 gab die Band die Trennung von Schlagzeuger Shaun Steels bekannt. Er wurde durch Jeff Singer, den ehemaligen Schlagzeuger von Paradise Lost, ersetzt. Auch Calvin Robertshaw verließ die Band nach vier Jahren wieder.
Im März 2020 veröffentlichte die Band nach fünf Jahren wieder ein Album, The Ghost of Orion. Im Song Tired of Tears thematisiert Sänger Aaron Stainthorpe unter anderem die Krebserkrankung seiner Tochter, welche einer der Gründe dafür war, warum es über ein Jahr keinerlei Aktivitäten der Band gab und das Album so spät nach dem erfolgreichen Vorgänger Feel the Misery entstand.
Zum Ende des Jahres 2024 gab die Band Mikko Kotamäki von Swallow the Sun als neuen Live-Sänger bekannt. Eine definitive Aussage zur Bandkonstellation und zum Verbleib von Stainthorpe blieb indes aus.

## Stil
Aaron Stainthorpe betonte, dass es My Dying Bride „[o]hne Bands wie Bathory, Celtic Frost, Candlemass oder Sodom […] gar nicht“ gäbe. Er habe sich „sofort verliebt“, als er „Bathory zum ersten Mal in einem Club in Yorkshire hörte“; Quorthon habe einige Konzerte von My Dying Bride besucht, er habe ihn jedoch „leider nie kennen gelernt. Es bricht mir das Herz – jetzt, da er tot ist. Ich hätte mich gerne bei ihm für seine Musik bedankt...“ Beim Hören von Celtic Frosts Dawn of Megiddo vom Album To mega therion sagte er, ihm sei „gar nicht bewusst [gewesen], wieviel wir uns bei Celtic Frost abgeguckt haben“. Die Band sieht sich jedoch nicht an ein bestimmtes Genre gebunden:

„Wir haben nie darüber nachgedacht, ob wir nun Metal, Gothic oder eine Mischung aus beiden machen wollen. Wir haben auf jedem Album einfach das durchgezogen, was uns gerade Spaß gemacht hatte. […] In der Regel haben wir einen bestimmten Themenkreis, den wir behandeln: Sex, Tod und Religion. Aus diesem Bereich, mit dem wir Tag ein, Tag aus konfrontiert sind, lassen sich viele unterschiedliche Geschichten erzählen, ohne dass wir nun gezwungen wären, uns irgendwelche mystischen Geschichten aus den Fingern zu saugen. Wir versuchen, diese mit Respekt und einer gewissen Ernsthaftigkeit zu behandeln, die vielen Bands leider fehlt.“

## Diskografie

### Studioalben
- 1992: As the Flower Withers
- 1993: Turn Loose the Swans
- 1995: The Angel and the Dark River
- 1996: Like Gods of the Sun
- 1998: 34.788 %… Complete
- 1999: The Light at the End of the World
- 2001: The Dreadful Hours
- 2004: Songs of Darkness, Words of Light
- 2006: A Line of Deathless Kings
- 2009: For Lies I Sire
- 2011: Evinta (Doppelalbum, Deluxe-Version als Dreifachalbum)[4]
- 2012: A Map of All Our Failures
- 2015: Feel the Misery
- 2020: The Ghost of Orion
- 2024: A Mortal Binding

### Livealben
- 2002: The Voice of the Wretched
- 2008: An Ode to Woe

### Kompilationen
- 1995: Trinity (3 EPs)
- 2000: Meisterwerk 1
- 2001: Meisterwerk 2
- 2005: Anti-Diluvian Chronicles (3-CD-Box-Set)
- 2014: The Vaulted Shadows (2 EPs)
- 2016: Meisterwerk 3 (3-CD-Box-Set)

### EPs
- 1991: God Is Alone
- 1991: Symphonaire Infernus Et Spera Empyrium
- 1992: The Thrash of Naked Limbs
- 1994: I Am the Bloody Earth
- 2006: Deeper Down
- 2009: Bring Me Victory
- 2011: The Barghest O’ Whitby
- 2013: The Manuscript
- 2020: Macabre Cabaret

### Demos
- 1990: Towards the Sinister

### Videoalben
- 1997: For Darkest Eyes (VHS)
- 2002: For Darkest Eyes (DVD, zusätzliche Live-Aufnahmen)
- 2005: Sinamorata (DVD)
- 2008: An Ode to Woe (DVD zum Livealbum)
- 2010: Bring Me Victory